# Université de Cassel
L'université de Cassel (en allemand Universität Kassel), fondée en 1971 est une université publique du Land de la Hesse en Allemagne. Elle est particulièrement reconnue dans les domaines de l’ingénierie et des sciences de l’environnement, de la recherche sociale et de l’éducation, de l’art ainsi que la formation d’enseignants.
Les unités de formation et de recherche de l’université sont réparties sur plusieurs sites à Cassel. L’unité de formation et de recherche de l’agronomie biologique se situe à Witzenhausen, une petite ville située à 40 km de Cassel. Le centre de l’université est le campus « Holländischer Platz », situé sur le site de l’ancienne fabrique de machines et de véhicules Henschel. C’est aussi là que se trouvent les services administratifs de l’université.

## Historique
Dès 1633, Cassel fut considérée comme une ville universitaire et ce, pendant vingt ans, avant que l’université de la Hesse fut déplacée à Marbourg en 1653. Le landgrave de Hesse Frédéric II fonda en 1777 l’école des beaux-arts de Cassel, autrefois appelée l’académie des arts. De même, l’école professionnelle et l’école nationale d’ingénieurs furent créés en 1832, d’où notamment les chimistes Heinrich Buff, Friedrich Wöhler et Robert Wilhelm Bunsen enseignèrent et recherchèrent. Ces scientifiques peuvent être perçus comme les précurseurs de l’université de Cassel.
C’est à Witzenhausen que fut créée en 1898 l’école coloniale allemande (Tropenschule), afin de former des agriculteurs pour les envoyer dans les colonies allemandes. Aujourd’hui se trouve sur le site de Witzenhausen la filière des sciences agronomiques biologiques de l'université de Cassel, ainsi que l’institut allemand pour l’agriculture tropicale et subtropicale.
Les premières demandes d’une université datent de 1958. C’est en 1971 que le parlement de la Hesse décida de la création d’une Reformhochschule. Elle fut ouverte officiellement le 25 octobre 1971. L’université fut l’une des premières en Allemagne à développer un système de cursus en échelons, comme c’est le cas aujourd’hui avec le système international licence-master-doctorat. Vingt ans après sa création, l’université de Cassel comptait plus de 16 000 étudiants. Elle atteint en 2010 la barre des 20 000 étudiants.

## Formation et recherche
Depuis ses débuts, la recherche à l’université de Cassel est diversifiée et interdisciplinaire. Elle est spécialisée dans les domaines de la recherche environnementale, l’ingénierie (mécanique, génie civil, électrotechnique, électronique, formage), l’informatique, les nanotechnologies, les sciences de l’éducation (formations initiales et continues), les sciences sociales (recherche sur la politique sociale, sur la globalisation et sur le travail de coopération de développement), ainsi que l’art et le design. La politique sociale est analysée au sein du collège « État-providence et groupes d'intérêts  ».

## International
Un grand nombre de filières de master sont orientées vers l’international et proposent leurs cours en anglais. À côté d’une large offre de formations initiales, l’université propose aussi des formations continues. L’enseignement à l’université de Cassel est marqué par le « modèle de Cassel », un concept d’enseignement à forte influence professionnelle. Dans l’ensemble des cursus, des stages doivent être réalisés très tôt.
L’université de Cassel fait partie d’un réseau international de coopérations de plus de 200 partenaires dans le monde ainsi qu’environ 200 programmes d’échanges bilatéraux en Europe (Erasmus, LLP). Rien qu’avec les universités russes, l’université de Cassel entretient près de 50 contacts professionnels et accords de coopération. Le centre scientifique Est-Ouest de la Hesse est basé depuis 1992 sur le site de l’université de Cassel. Le but du centre est de démarrer et soutenir des projets de coopération dans les domaines de la recherche et du transfert de technologies avec les pays d’Europe centrale et de l’est, entre autres. L’université de Cassel compte 46 établissements universitaires français parmi ses partenaires d’échanges. Elle est également membre de l’université franco-allemande (UFA). La bibliothèque de l’université de Cassel dispose de près de 1,9 million d’ouvrages. Sa collection de plus de 10 000 manuscrits, dont les plus anciens datent du VIe siècle, donne à l’université un intérêt international particulier.

## Personnalités liées à l'université

### Professeurs
- Martin Kippenberger

### Étudiants
- Eveline Goodman-Thau, historienne des religions et première femme rabbin en Autriche

## Domaines de formation et de recherche (en allemand «Fachbereiche», abrégé «FB»)
- FB 1 – Sciences humaines (sciences de l’éducation, musique, psychologie, sciences sociales)
- FB 2 – Sciences littéraires et culturelles (langues, littérature, philosophie, théologie)
- FB 5 – Sciences humaines et sociales (histoire, géographie, sciences politiques, sociologie, sport)
- FB 6 – Architecture, Urbanisme, Paysagisme
- FB 7 – Sciences économiques
- FB 10 – Mathématiques et sciences naturelles
- FB 11 – Sciences agronomiques biologiques
- FB 14 – Génie civil et ingénierie environnementale
- FB 15 – Génie mécanique
- FB 16 – Électronique (se dit en Allemand "Elektrotechnik") et informatique
- FB 20 – École des beaux-arts de Cassel

## Instituts scientifiques et autres organismes
- Center for Environmental Systems Research (CESR)
- Center for Interdisciplinary Nanostructure Science and Technology (CINSaT)
- Internationales Zentrum für Hochschulforschung Kassel (INCHER)
- Kompetenzzentrum für Klimaschutz und Klimaanpassung (CliMA)
- Graduiertenzentrum für Umweltforschung und-lehre (GradZ Umwelt)
- Forschungszentrum für Informationstechnik-Gestaltung (ITeG)
- Forschungsverbund Fahrzeugsysteme
- Kompetenzzentrum für Dezentrale Elektrische Energieversorgungstechnik (KDEE)
- Graduiertenkolleg Wohlfahrtsstaat und Interessenorganisationen